# Gmunden Triathlon

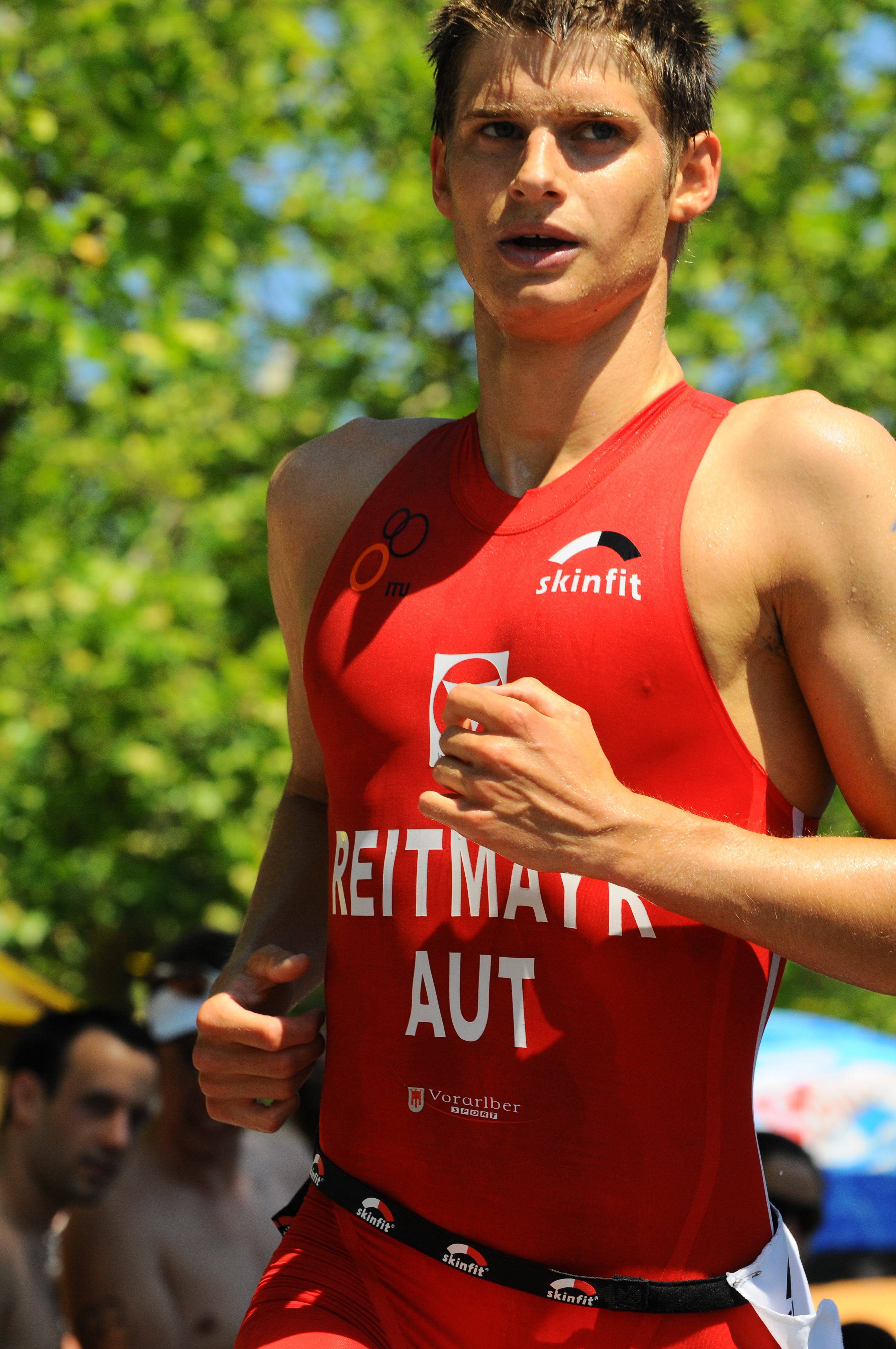
Paul Reitmayr – Sieger auf der Sprintdistanz 2013

Der Gmunden Triathlon ist eine seit 2011 in der oberösterreichischen Region Gmunden um den Traunsee stattfindende Triathlon-Sportveranstaltung.

## Organisation
Das Rennen im Salzkammergut geht über die Sprintdistanz mit 750 m Schwimmen, 25 km Radfahren und 5 km Laufen. Im Juli 2012 musste das das bereits gestartete Rennen nach Wetterverschlechterung abgebrochen werden. 2019 wurde die Austragung des Gmunden Triathlon nach mehreren Jahren Pause wieder aufgenommen. Bei der achten Austragung im Juli 2021 gab es neben der Sprintdistanz auch erstmals ein Rennen über die „olympische Kurzdistanz“ (1,5 km Schwimmen, 40 km Radfahren und 10 km Laufen).
Die nächste Austragung ist hier angekündigt für den 10. Juli 2022 über die Sprint- sowie die olympische Distanz.

## Ergebnisse

### Olympische Distanz
| N ° | Datum/Jahr    | Männer        | Männer               | Männer          | Frauen            | Frauen             | Frauen        |
| N ° | Datum/Jahr    | Erster Platz  | Zweiter Platz        | Dritter Platz   | Erster Platz      | Zweiter Platz      | Dritter Platz |
| --- | ------------- | ------------- | -------------------- | --------------- | ----------------- | ------------------ | ------------- |
| 2   | 10. Juli 2022 |               |                      |                 |                   |                    |               |
| 1   | 10. Juli 2021 | Paul Ruttmann | Christoph Schatzmann | Johannes Denner | Sarah Schönfelder | Sigrid Mutscheller | Anja Weilguni |

### Sprintdistanz
750 m Schwimmen, 24 km Radfahren und 5 km Laufen
| N ° | Datum/Jahr    | Männer               | Männer            | Männer               | Frauen             | Frauen              | Frauen               |
| N ° | Datum/Jahr    | Erster Platz         | Zweiter Platz     | Dritter Platz        | Erster Platz       | Zweiter Platz       | Dritter Platz        |
| --- | ------------- | -------------------- | ----------------- | -------------------- | ------------------ | ------------------- | -------------------- |
| 10  | 9. Juli 2023  | Peter Müllner        | Daniel Grabner    | Reinhard Marl        | Irmgard Mair       | Elisa Gehmair       | Barbara Gschwandtner |
| 9   | 10. Juli 2022 |                      |                   |                      |                    |                     |                      |
| 8   | 11. Juli 2021 | Hannes Butters       | Raphael Petrovic  | Daniel Grabner       | Theresa Moser      | Petra Autengruber   | Stefanie Neuneer     |
| 7   | 12. Juli 2020 | Leon Pauger          | Lukas Hollaus     | Paul Ruttmann        | Julia Hauser       | Magdalena Früh      | Larissa Burtscher    |
| 6   | 14. Juli 2019 | Rafael Lukatsch      | Philipp Starkmann | Thomas Mayr          | Sylvia Gehnböck    | Victoria Rüffler    | Marja-Liisa Aumüller |
| 5   | 2015          | Nikolaus Wihlidal    | Christoph Schöpf  | Alexander Bründl     | Katrin Lang -2-    | Elisabeth Höfler    | Sibylle Böhm         |
| 4   | 17. Aug. 2014 | Alberto Casadei      | Nikolaus Wihlidal | Tom Thalhammer       | Katrin Lang        | Sigrid Mutscheller  | Iris Meyer           |
| 3   | 28. Juli 2013 | Paul Reitmayr        | Nikolaus Wihlidal | Christian Birngruber | Martina Einsiedler | Gisela Eder         | Martina Hubert       |
| 2   | 29. Juli 2012 | (abgebrochen)        | (abgebrochen)     | (abgebrochen)        | (abgebrochen)      | (abgebrochen)       | (abgebrochen)        |
| 1   | 31. Juli 2011 | Christian Birngruber | Tom Thalhammer    | Dietmar Haiböck      | Daniela Rechberger | Sandra Höllnsteiner | Marina Hinterreither |